# Fiat Lux (Band)
Fiat Lux ist eine englische New-Wave-Band und besteht aus David P. Crickmore, Steve Wright und Ian Nelson.

## Werdegang
Die größten Charterfolge in Großbritannien hatten sie 1984 mit Secrets, das Platz 65 erreichte, sowie Blue Emotion, welches bis auf Platz 59 kam. Nach sechs Singles trennte sich die Band, wobei 1985 Solitary Lovers die letzte Single war.
Alles begann am Bretton Hall College in Wakefield Ende der 1970er-Jahre, wo Steve Wright und David P. Crickmore zur Schule gingen. Sie kamen zusammen als Wright zur College-Band The Juveniles kam, in der Crickmore bereits war. Zwei Tracks der Band erschienen ca. 1980 auf dem Compilation-Album Household Shocks.
Nach den Collegejahren ging Wright zur Yorkshire Actors Company. Andrew Winters von jener Company war ein Bill-Nelson-Fan und schaffte es, dass Nelson Musik für die Show schrieb. So ergab sich eine Freundschaft zwischen Wright und Nelson.
Wright erwähnte, dass er einige Songs hätte, und Nelson schlug vor, diese auf einen Kassettenrekorder zu singen. Allenfalls könnten sie diese Songs ja dann in Nelsons Heimstudio The Echo Observatory aufnehmen. Stattdessen bat Steve Wright David Crickmore um Hilfe. Sie buchten die Ric Rac Studios in Leeds, um eine Single (Feels Like Winter Again/This Illness) für Wrights Cocteau-Label aufzunehmen.
Gleichzeitig starteten Wright und Crickmore als He's Dead Herman damit, dieses Material live zu spielen. Sie verpflichteten einige lokale Musiker um Steve Wrights Gesang und David Crickmores Casio-Keyboard und Gitarre zu begleiten. Einer dieser Mitmusiker war Bill Nelsons Bruder Ian Nelson, den sie durch Ada Wilson, einen weiteren lokalen Musiker, der in Ian Nelsons Band Keeping Dark spielte, trafen.
Wright und Crickmore nahmen dann die Songs Feels Like Winter Again und This Illness als Duo mit Bill Nelson als drittem Musiker und Produzenten auf, der den Bandnamen auf Fiat Lux änderte. 1982 kam es zum Release der ersten Single. Diese wurde im Radio gespielt und wurde die NME-Single der Woche. Ende 1982 war die Band Vorgruppe von Blancmange auf deren Tour. Während dieser Periode wurde Ian Nelson als vollwertiges Bandmitglied aufgenommen. 1983 begleiteten sie Howard Jones und Level 42 auf deren Tour. Ian Nelson starb am 23. April 2006, seinem 50. Geburtstag.
Am 19. April 2019 veröffentlichte das britische Label "Cherry Red Records" das gesamte Output der Band auf einer Doppel-CD namens "Hired History Plus". Einen Monat zuvor hatten Fiat Lux die CD "Hired History" mit neuen Songs und Versionen alter Songs veröffentlicht. Einige Videoclips der Band sind heute auf YouTube verfügbar.

## Diskografie

### Mini-LP (EP)
- Hired History (1984)

### Kompilation mit Fiat Lux-Song
- Secrets, auf So80s (So Eighties) 10 (2016)

### Singles
- Feels Like Winter Again (1982, wiederveröffentlicht 1985; B-Seite: This Illness)
- Photography (1983; B-Seite: Aqua Vitae)
- Secrets (1983; B-Seite: Comfortable Life)
- Blue Emotion (1984; B-Seite: Sleepless Nightmare)
- House Of Thorns (1984; B-Seite: Three's Company)
- Solitary Lovers (1984; B-Seite: Three's Company)